# Callopistes maculatus
Callopistes maculatus là một loài thằn lằn trong họ Teiidae. Loài này được Gravenhorst mô tả khoa học đầu tiên năm 1838.
Đây là loài đặc hữu của Chile, tập trung trong vùng sinh thái Matorral Chile theo Hogan và Quỹ Quốc tế Bảo vệ Thiên nhiên.

## Mô tả
Đây là loài thằn lằn lớn nhất Chile, có chiều dài đến 50 cm (19,6 inch). Chúng là loài sống ban ngày, chủ yếu ăn côn trùng, mặc dù cũng ăn những loài thằn lằn nhỏ hơn, rắn, chim và động vật có vú nhỏ.